# Ys
Ys (произносится «ис») — второй студийный альбом арфистки Джоанны Ньюсом, вышедший 14 ноября 2006 года на лейбле Drag City. Диск назван по имени легендарного бретонского города Кер-Ис, расположенного на берегу залива Дуарнене и целиком ушедшего под воду.

## Об альбоме
Ys был целиком записан по аналоговой технологии на магнитную ленту с двадцатью четырьмя дорожками. Окончательное сведение записи происходило на студии Эбби Роуд. Важную роль в записи сыграл Ван Дайк Паркс, который занимался аранжировкой четырёх из пяти треков альбома. Кроме того, им были сыграны партии для аккордеона. Записью голоса Джоанны и её арфы занимался Стив Альбини. После выпуска альбома Джоанна отправилась в турне, в ходе которого исполняла новые песни в сопровождении оркестра из 29 музыкантов.
Во время путешествия Билл Каллахан порекомендовал Джоанне послушать альбом Song Cycle, изданный Парксом, что подсказало ей способ аранжировки альбома Ys.
По словам певицы, на выбор названия косвенно повлияли стихийные бедствия 2004—2005 гг.: последствия урагана «Катрина» в Новом Орлеане и цунами на побережье Индийского океана.
Альбом исполнительницы попал в список работ, номинированных на престижную премию Shortlist Awards.

## Оценка критиков
Пластинка была позитивно встречена критиками, получив очень высокие оценки. Так, например, Pitchfork Media поместил альбом на третье место в списке 50 лучших альбомов 2006 года, а песня «Emily» по мнению того же издания заняла девятое место в списке ста лучших песен года. При общей восторженной оценке критиков, американский Rolling Stone выставил альбому очень низкую оценку, но немецкая редакция этого же журнала назвала пластинку второй по значимости в 2006 году. К концу 2006 года альбом стал участником более 50 подобных списков «лучших альбомов года», в тридцати пяти из них он был включён в топ-10 альбомов. Кроме того, именно благодаря критикам из Pitchfork альбом попал в Интернет за два месяца до своего официального релиза. Случилось это из-за того, что запись хранилась на незащищённом сервере издания.

## Список композиций
Слова и музыка всех песен — Джоанна Ньюсом.
| №                   | Название             | Длительность |
| ------------------- | -------------------- | ------------ |
| 1.                  | «Emily»              | 12:07        |
| 2.                  | «Monkey & Bear»      | 9:29         |
| 3.                  | «Sawdust & Diamonds» | 9:54         |
| 4.                  | «Only Skin»          | 16:53        |
| 5.                  | «Cosmia»             | 7:15         |
| Общая длительность: | Общая длительность:  | 55:38        |

## Участники записи

### Музыканты
- Билл Каллахан — бэк-вокал;
- Мэтт Картонис (англ. Matt Cartsonis) — банджо, мандолина;
- Грант Гейссман (англ. Grant Geissman) — гитара;
- Дон Хеффингтон (англ. Don Heffington) — ударные;
- Эмили Ньюсом (англ. Emily Newsom) — бэк-вокал;
- Джоанна Ньюсом — губная гармоника, лидер группы, вокал, арфа;
- Ван Дайк Паркс (англ. Van Dyke Parks) — аккордеон, аранжировка;
- Лиланд Склар (англ. Leland Sklar) — бас-гитара.

|                |              |               |
| Джоанна Ньюсом | Лиланд Склар | Билл Каллахан |

#### Оркестр
| - Briana Bandy — альт; - Caroline Buckman — альт; - Giovna Clayton — виолончель; - Patricia Cloud — флейта; - Peter Doubrovsky — контрабас; - Jeff Driskill — кларнет; - Erika Duke-Kirkpatrick — виолончель; - Karen Elaine — альт; - Phillip Fethar — гобой; - Susan Greenberg — флейта; | - Sharon Jackson — скрипка; - Peter Kent — скрипка, концертмейстер; - Gina Kronstadt — скрипка; - Miriam Mayer — альт; - John D Mitchell — фагот; - Peter Nevin — clarinet; - Robert O’Donnell, Jr. — труба; - Bart Samolis — bass; - Terrence Schonig — маримба, цимбалы; - Edmund Stein — скрипка; | - David Stenske — альт; - David R. Stone — контрабас; - Cameron Patrick — скрипка; - Vladimir Polimatidi — скрипка; - Julie Rogers — скрипка; - Marda Todd — альт; - Jessica Van Velzen — альт; - John Wittenberg — скрипка; - Shari Zippert — скрипка. |

### Другие
- Стив Альбини — звукоинженер;
- Tim Boyle — звукоинженер;
- TJ Doherty — сведение;
- Ричард Гуд (англ. Richard Good) — дизайн;
- Джоанна Ньюсом — продюсер;
- Jim O’Rourke — микширование;
- Ван Дайк Паркс — продюсер, дирижёр, оркестровые аранжировки;
- Джон Розенберг (англ. John Rosenberg) — дирижёр;
- William T. Stromberg — копиист;
- Benjamin A. Vierling — рисунки;
- Nick Webb — мастеринг.

## Достижения
- Drowned in Sound — Top Ten Albums of 2006[16];
- Tiny Mix Tapes — Favorite Albums of 2006[17];
- Pitchfork Media — Top 50 Albums of 2006[18];
- The Wire — Records of 2006[19];
- Dusted Magazine — Favorite Albums of 2006[20];
- Stereogum — 2006 Gummy Awards[21];
- Uncut — Definitive Albums of 2006[22];
- Idolator — 2006 Jackin' Pop Critics Poll[23];
- Spin — 40 Best Albums of 2006[24];
- The Village Voice — 2006 Pazz & Jop Critics Poll[25];
- The Observer — Best Albums of 2006[26];
- Time Magazine — 10 Best Albums of 2006[27];
- Austin Chronicle — 2006 in Albums[28];
- PopMatters — Best Albums of 2006[29];
- Delusions of Adequacy — Top 10 Albums of 2006[30];
- Stylus Magazine — Top 50 Albums of 2006[31];
- Rate Your Music — Top Albums of 2006[32].